# Un Normand

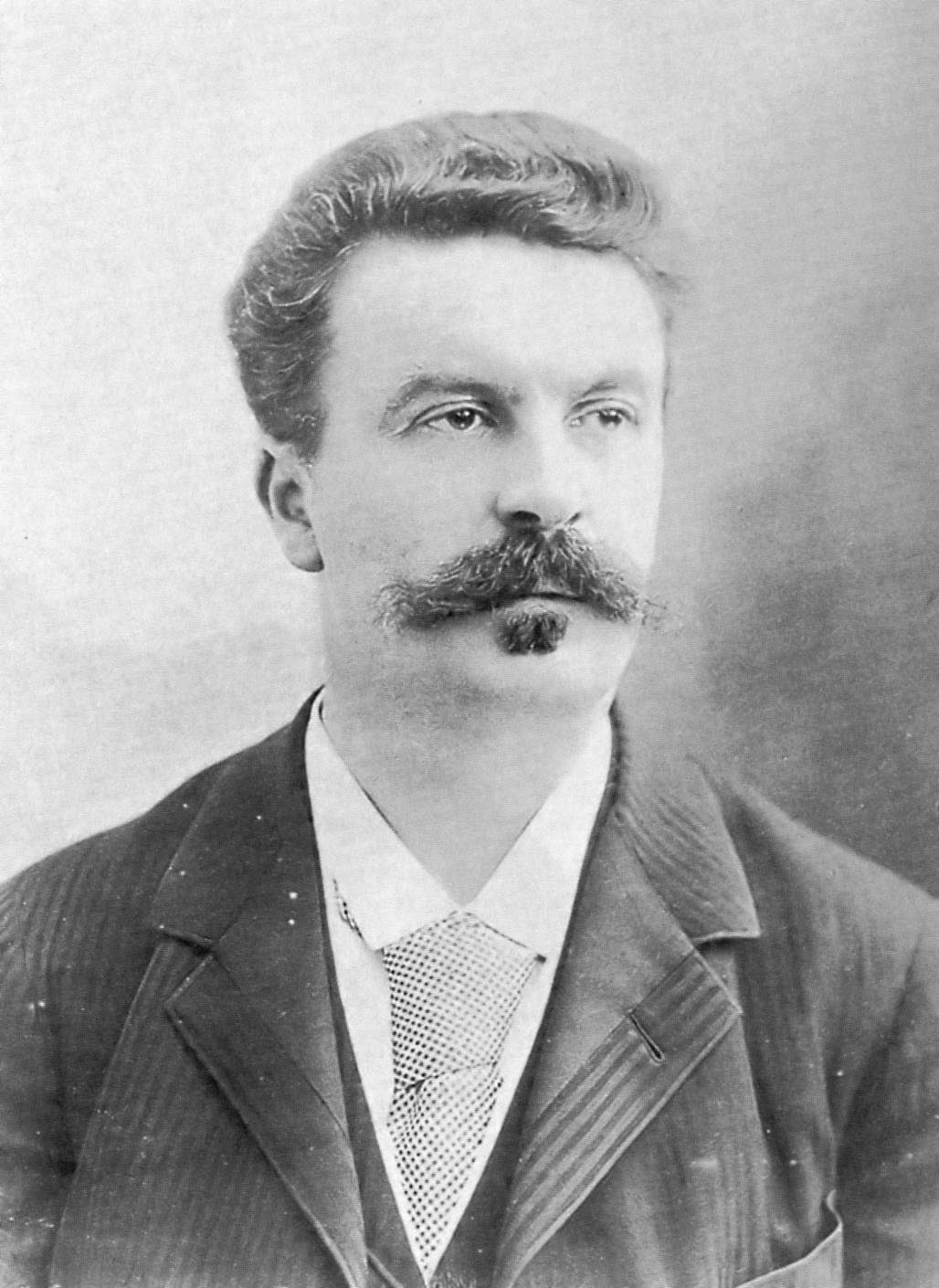
Portrait de Guy de Maupassant

Un Normand est une nouvelle de Guy de Maupassant, parue en  1882.

## Historique
Un Normand est initialement publiée dans la revue Gil Blas du 10 octobre 1882, sous le pseudonyme Maufrigneuse, puis dans le recueil Contes de la bécasse en 1883. 
La nouvelle est dédiée à Paul Alexis, romancier et disciple d'Émile Zola.

## Résumé
Le père Mathieu, que les Normands surnomment aussi « La Boisson », est un ancien sergent-major revenu dans son village sur ses vieux jours. Il a obtenu « grâce à des protections multiples et à des habiletés invraisemblables » d'être le gardien d'une chapelle essentiellement fréquentée par des jeunes femmes enceintes et non mariées, dédiée à la Vierge Marie, chapelle qu'il a baptisée « Notre-Dame du gros ventre » un titre peu honorifique selon le narrateur.
Pour augmenter ses revenus, il vend « sous le manteau » une prière permettant à ces demoiselles de trouver rapidement un mari. Il confectionne aussi des statuettes des différents saints, chacun ayant une spécialité médicinale. Ainsi, pour le mal d'oreille, la meilleure statuette, c'est saint Pamphile.
Ces bondieuseries sont la seconde occupation du père Mathieu, la première étant le saoulomètre, une invention à lui qui lui permet de mesurer son degré quotidien de griserie. Quand le narrateur et son compagnon de promenade arrivent devant la chapelle, le père Mathieu les reçoit chaleureusement et raconte comment il avait atteint quatre-vingt-dix hier à son saoulomètre. Les trois hommes boivent du cidre et voient arriver deux vieilles femmes qui veulent une statuette de saint Blanc. Le père Mathieu hésite, demande à sa femme et le retrouve planté dans le sol : il s'en était servi pour boucher un trou dans la cabane des lapins. Il s'excuse auprès des deux vieilles, voilà un saint qu'on ne lui a pas demandé depuis deux ans.

## Thèmes principaux
La condition de la femme de l'époque

## Le père Mathieu et la condition féminine
Voici un extrait de la nouvelle:
-- Alors Mathieu, qui ne rit plus, se campe en face d'elle, et d'un ton sévère : "Tais-toi, Mélie, c'est pas le moment de causer. Attends à d'main".  Si elle continue à vociférer, il s'approche, et la voix tremblante : "Gueule plus ; j'suis dans les quatre vingt dix ; je n'mesure plus ; j'vas cogner, prends garde !"
Alors, Mélie bat en retraite.
Si elle veut, le lendemain, revenir sur ce sujet, il lui rit au nez et réponds : "Allons, allons ! assez causé ; c'est passé. Tant qu'jaurai pas atteint le mètre, y a pas de mal. Mais si j'passe le mètre, j'te permets de m'corriger, ma parole !" --

## La prière du père Mathieu
« Notre bonne madame la Vierge Marie, patronne naturelle des filles-mères en ce pays et par toute la terre, protégez votre servante qui a fauté dans un moment d'oubli... Ne m'oubliez pas surtout auprès de votre saint Époux et intercédez auprès de Dieu le Père, pour qu'il m'accorde un bon mari semblable au vôtre. »

## Éditions
- Un Normand, dans : Maupassant, Contes et Nouvelles, tome I, texte établi et annoté par Louis Forestier, éditions Gallimard, Bibliothèque de la Pléiade, 1974  (ISBN 978 2 07 010805 3).